# Vĩnh Lương
Vĩnh Lương là một xã cũ thuộc thành phố Nha Trang, tỉnh Khánh Hòa, Việt Nam. Nay trực thuộc phường Bắc Nha Trang kể từ ngày 1/7/2025
Xã Vĩnh Lương có diện tích 47,05 km², dân số năm 1999 là 12.780 người, mật độ dân số đạt 272 người/km².